# Édouard Ponsard
Pour les articles homonymes, voir Ponsard.
Édouard Ponsard est un homme politique français né le 4 juillet 1825 à Vitry-le-François (Marne) et décédé le 17 décembre 1902 à Châlons-sur-Marne (Marne).

## Biographie
Lors de ses études à Châlons, il suivait aussi les cours de Payen, Moll ou Boussin-Gault au Conservatoire des arts et métiers de Châlons.
Propriétaire, président du comice agricole, il fait de nombreuses innovations : introduction d'irrigation de prés avec les ingénieurs des Ponts de Châlons, la première faucheuse et la première moissonneuse du canton. Il importe le semoir mécanique Jacque-Robillard. Crée le Cultivateur de la Champagne, le Bulletin des travaux des comices agricoles de la Marne en 1849. Il crée une caisse de solidarité contre les dégâts de la grêle en 1876.
Il est maire pendant quarante-huit années d'Omey, conseiller général à partir de 1852, il est député de la Marne de 1876 à 1877, siégeant à droite.

## Sources
- « Édouard Ponsard », dans Adolphe Robert et Gaston Cougny, Dictionnaire des parlementaires français, Edgar Bourloton, 1889-1891 [détail de l’édition]
- « Édouard Ponsard », dans le Dictionnaire des parlementaires français (1889-1940), sous la direction de Jean Jolly, PUF, 1960 [détail de l’édition]
- Dictionnaire biographique comprenant la liste et les biographies des notabilités dans les Lettres, les Sciences et les Arts, dans la Politique, La Magistrature... du département de la Marne avec photographies..., Paris, Henri Jouve éditeur imprimeur, 1893.
- Ressources relatives à la vie publique :   - base Léonore
  - Base Sycomore